# Henryk III (książę Brabancji)
Henryk III (ur. pomiędzy 1225 a 1235 r., zm. 28 lutego 1261 r.) – książę Brabancji od 1248 r. z dynastii z Louvain.

## Życie
Był synem księcia Brabancji Henryka II i Marii, córki króla Niemiec Filipa Szwabskiego. Objął rządy w Brabancji po śmierci ojca w 1248 r. Jeszcze w tym samym roku udzielił wsparcia swemu kuzynowi Wilhelmowi, hrabiemu Holandii w jego zabiegach o tron niemiecki. Pomógł mu w oblężeniu Akwizgranu, a gdy miasto w październiku uległo, Wilhelm koronował się na króla Niemiec. Po śmierci Wilhelma w 1256 r. Henryk nie angażował się w spory o tron niemiecki. W 1260 r. jego przygotowania do wyprawy do Ziemi Świętej przerwała ciężka choroba, w wyniku której zmarł. Pozostawił trzech młodych synów – walka o opiekę nad nimi między możnymi sąsiadami spowodowała kryzys polityczny w Brabancji.

## Rodzina
Żoną Henryka był Adelajda, córka Hugona IV, księcia Burgundii. Z małżeństwa tego pochodziło trzech synów i córka:
- Henryk IV, książę Brabancji 1261–1267,
- Jan I Zwycięski, książę Brabancji 1267–1294,
- Gotfryd (zm. 1302),
- Maria (zm. 1321), żona króla Francji Filipa III Śmiałego.